# Francesco Filippini
Francesco Filippini (Brescia, 18 settembre 1853 – Milano, 6 marzo 1895) è stato un pittore italiano, la cui opera rientra nella stagione del tardo impressionismo italiano. I suoi lavori si distinguono per la paesaggistica en plein air e per la rappresentazione della immediata percezione dei soggetti, in particolar modo per quanto riguarda il colore, è il protagonista del tardo impressionismo italiano in opposizione a Monet. Umberto Boccioni realizza e studia i dipinti di Filippini, dove emerge la sua particolare attenzione allo studio del paesaggio della campagna lombarda, ma anche della figura materna.

## Biografia
Filippini nacque il 16 marzo 1852 a Brescia nella classe operaia, da Lorenzo, falegname di umili origini, e Silvia Signoria, operaia cucitrice. Iniziò a dipingere in giovane età, mentre lavorava come garzone in una pasticceria e successivamente come scrivano presso lo studio di un notaio, grazie alla sua bella grafia.
Manifestò un precoce interesse per il disegno: durante le pause lavorative realizzava ritratti della famiglia proprietaria della pasticceria, utilizzando carboncino ricavato dalla legna dei forni e carta da pacco alimentare. Secondo alcune fonti, già all'età di tredici anni dimostrava un notevole talento per il disegno
Filippini si forma nell'ambiente artistico bresciano, iscritto dai primi anni settanta alla Scuola di Pittura e d'Arti e Mestieri, annessa alla Pinacoteca Tosio Martinengo, dove ha per lui importanza di formazione il maestro Giuseppe Ariassi e Luigi Campini.
Nel 1870 partecipò, dopo averlo già vinto due volte, al concorso Premio Brozzoni, ma la sua opera venne rifiutata perché per la commissione aveva rappresentato gli elementi drammatici del tema, ma non aveva ricostruito l'ambiente storico: l'opera era Fulvia che svela a Cicerone la congiura di Catilina. A causa di questa delusione abbandonó per un lungo periodo la pittura. Nel 1875 si trasferisce a Milano.
Nel 1876 grazie alle sue particolari doti, riceve diverse borse di studio, tra cui quella del Comune di Brescia, frequenta così con successo i corsi dell'Accademia di Belle Arti di Brera, studiando con Giuseppe Bertini e ottenendo numerosi prestigiosi premi.

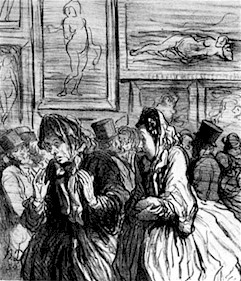
Un'incisione satirica eseguita nel 1864 da Honoré Daumier sui borghesi scandalizzati dalle pitture raffiguranti Venere nuda fa comprendere il clima di quegli anni verso le avanguardie impressioniste

Nell'estate del 1879 si recò a Parigi con alcuni colleghi milanesi per visitare l'annuale "Salon de Paris" presso il Louvre, dove i maggiori artisti di tutta Francia si erano dati appuntamento, e dove "privilegiò l'osservazione dei paesaggi di tradizione tardoromantica rispetto alle prove del gruppo degli impressionisti".
Altri critici invece ritengono che nell'opera Laguna Veneta di Filippini, s’avverte una risposta a ciò, proprio a seguito del suo viaggio di ricerca parigino.

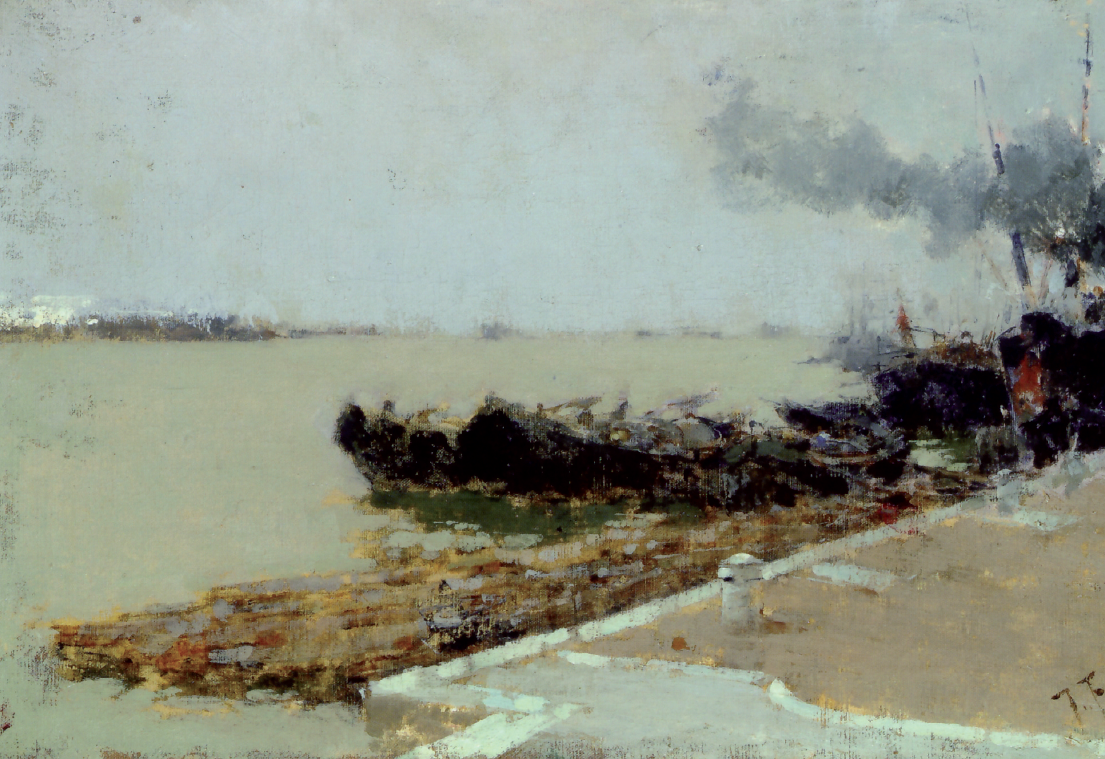
Francesco Filippini, Laguna Veneta (1877); olio su tela

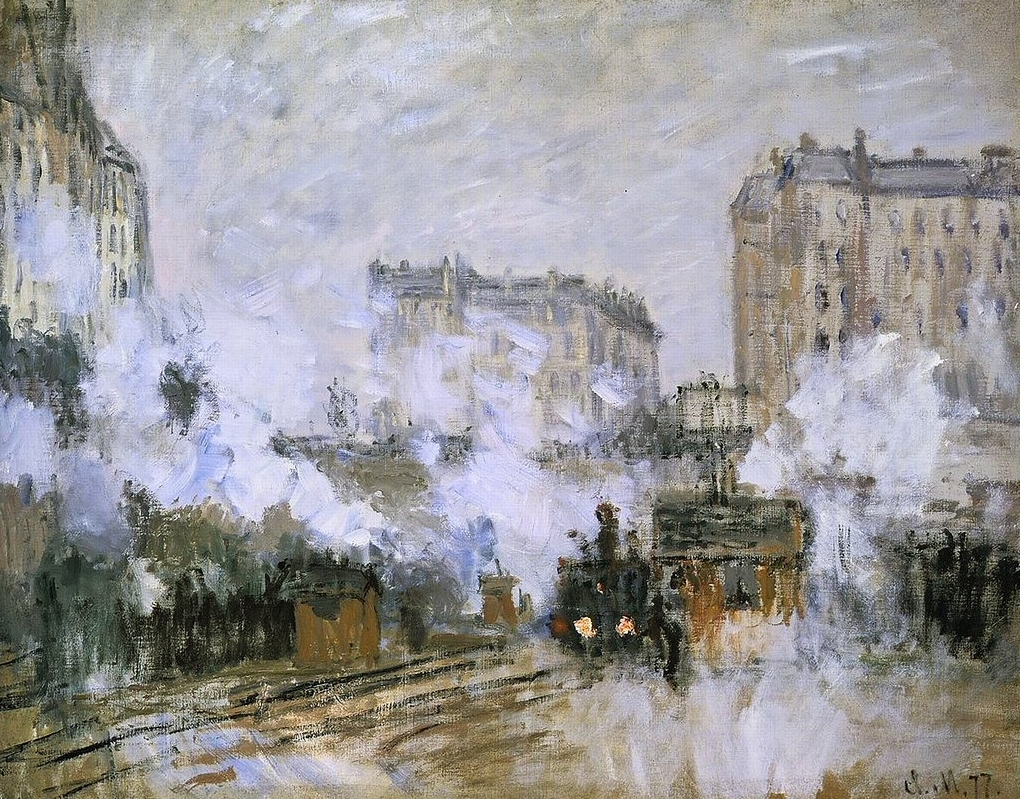
Claude Monet, La Stazione Saint-Lazare: arrivo di un treno (1877); olio su tela, 64 × 81 cm, Parigi

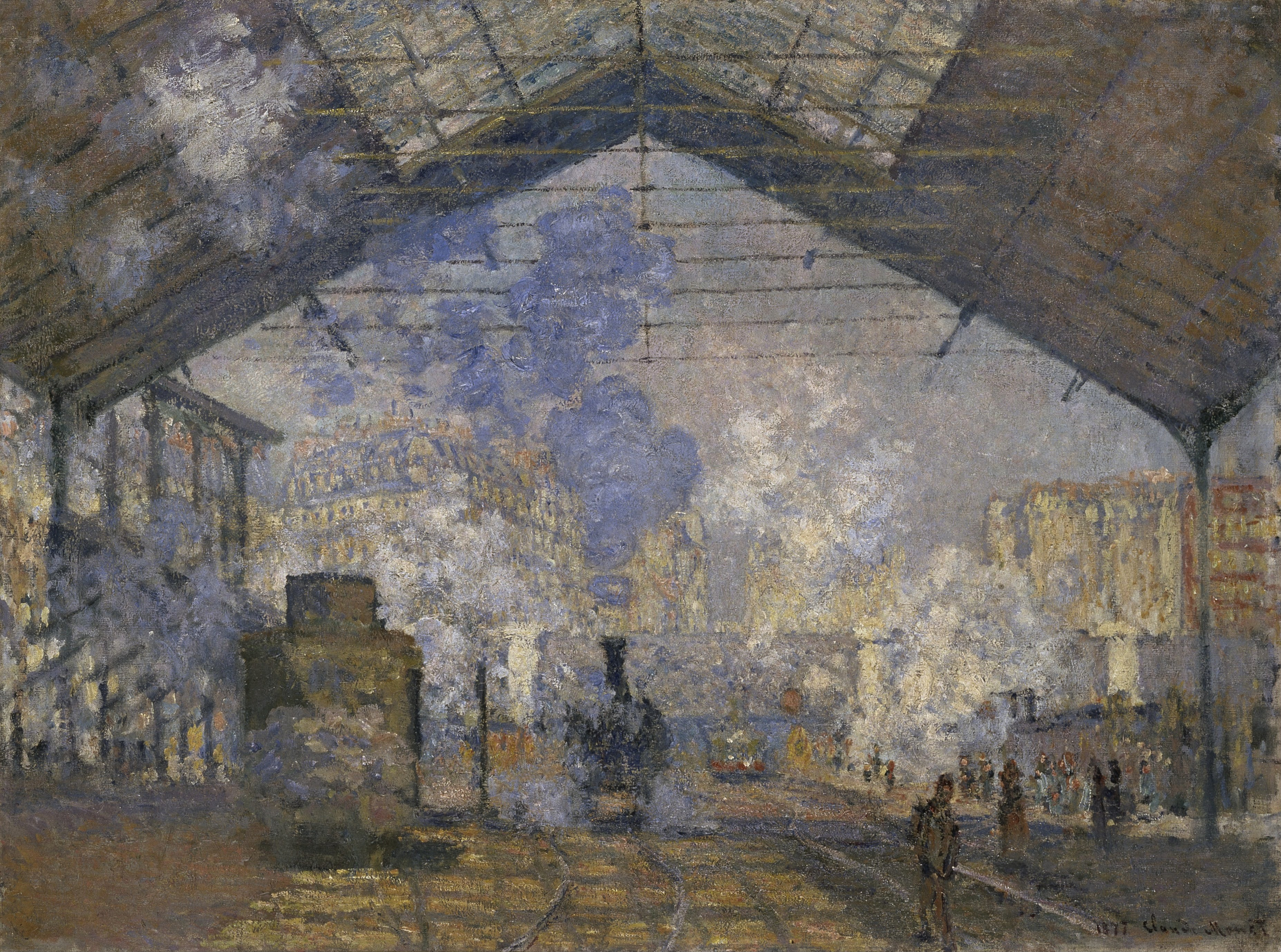
Claude Monet, La stazione di Saint-Lazare (1877); olio su tela, 75×104 cm, museo d'Orsay, Parigi

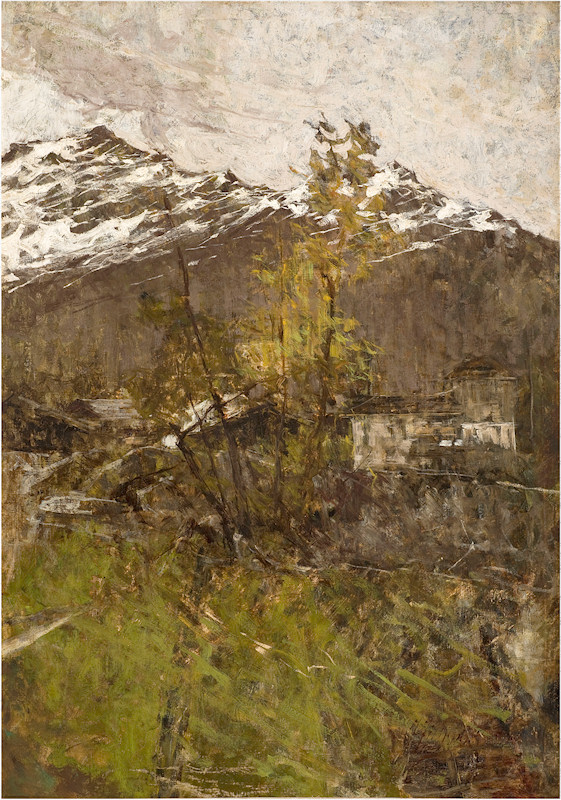
Prime nevi o Paesaggio, 1889 ca. (Gallerie d'Italia - Milano, Milano)

Nel 1880, Filippini torna a Milano, dove partecipò al movimento artistico della Scapigliatura.
Filippini, seguendo una forma di "pittura sociale" dell'epoca, crea le opere di maggiore importanza con ritratti di figure dedite al lavoro agricolo, tra cui La sosta della contadina (1889), Il riposo della pastorella (1889), Il maglio (1889) o La strigliatura della canapa (1890).
A Milano aprì un proprio studio di pittura in via Milazzo al numero 12, ma molto spesso si recava a cercare l'ispirazione dipingendo all'aria aperta, nei paesaggi delle campagne della Val Seriana, di Genova, della Val Camonica, dell'Appennino, di Porto Valtravaglia, di Pegli, Napoli, Venezia e Chioggia.
Nel 1888, a seguito del suo successo artistico, venne nominato socio onorario dell'Accademia di belle arti di Brera. Raggiunta la fama strinse forte amicizia con i maestri del divisionismo lombardo tra cui Giovanni Segantini a cui volle dedicare l'opera Impressione sulla laguna.
Filippini morì a Milano il 6 marzo 1895, a soli quarantadue anni. In sua memoria venne eretto un monumento al Cimitero Monumentale di Milano, realizzato nel basamento dallo scultore Primo Giudici, con sovrapposto un busto bronzeo scolpito da Paolo Troubetzkoy, per la sua importanza storico artistica l'originale è stato recentemente conservato presso i Musei Civici di Arte e Storia di Brescia e nei giardini lasciata una copia.

### Musei
- Gallerie d'Italia - Milano (Prime Nevi)
- Galleria d'arte moderna di Milano (La grande marina)
- Pinacoteca di Brera (Il maglio, La strigliatura della canapa)
- Accademia di belle arti di Brera (Mattino di novembre a Ligurno)
- Musei Civici di Arte e Storia di Brescia (Vespero - Gregge - Sosta, Vespero in Valtrompia)
- Museo di Santa Giulia, Brescia
- Museo Galleria d'arte moderna Ricci Oddi, Piacenza (Ritorno al pascolo - Pecore tosate - Tramonto)
- Collezioni d'arte della Fondazione Cariplo
- Galleria d'arte moderna (Novara)
- Museo d'arte moderna di Bologna[senza fonte]

### Premi
Filippini vince numerosi premi tra cui:
- il Premio Brozzoni, nel 1876, con un'opera con soggetto storico
- il Premio Brozzoni nel 1878
- il Premio Brozzoni nel 1880
- il Premio Fumagalli, nel 1887
- Socio onorario dell'Accademia di belle arti di Brera, 1888
- il Premio Fondazione Canonica, nel 1889
- il Premio Fondazione Mylius-Bernocchi, nel 1890

## Stile
Filippini pur dipingendo lontano dalle città, e in contrasto con il loro stile di vita, avrà influenza su tutta la Pittura paesaggistica, anche dopo la sua morte e fino al dopoguerra, diventando il capo scuola del movimento tardo impressionista italiano che prese il nome di "Filippinismo". Filippini non ebbe mai maestri, ma ha avuto molti allievi anche non ufficiali e non dichiarati, e ha inspirato molti altri per un lungo periodo.
Rispetto ad altre opere della pittura naturalistica dell'ultimo ventennio dell'Ottocento, Filippini elabora una sua scuola di pittura, in opposizione a Monet, di paesaggio essenziale raffinato, molto differente dal Manierismo tipico del quadro di paesaggio in voga negli ultimi anni del secolo, nel pieno principio del Filippinismo che fu movimento di avanguardia.
Francesco Filippini superando la stereotipata e ripetitiva art pompier francese di esasperato classicismo, ridá nuova vitalità all'arte italiana, smettendo di descrivere le figure in maniera industriosamente meticolosa, al punto da riuscire a mettere a fuoco ogni minimo dettaglio con il risultato di un'immagine talmente levigata da sembrare quasi «laccata», finta, artificiosa, nel segno di una resa all'ambiente naturale, più autentico e vigoroso.
Filippini è tra i pochi che hanno la capacità di interloquire con le tendenze più avanzate del suo momento storico e, in particolare, con Monet, che proprio negli anni Settanta aveva avviato un’indagine attorno alle atmosfere corrusche, invernali, della stazione ferroviaria di Saint-Lazare. Dopo il suo soggiorno a Parigi nel 1897 Filippini nella ricerca di In Laguna veneta, risponde a Claude Monet, con i neri ferrigni, i fumi sporchi, l'aura lutulenta che troviamo nel dipinto In ponte d’Europa, stazione Saint Lazare di Monet. Non è solo il dato manifesto del paesaggio a colpire, ma un senso di cataclisma che si ripete sulla linea della quotidianità e che nasce dalla proiezione psichica del pittore sull'elemento naturale. Filippini con un senso del dramma che non esiste in Monet, riprende come Monet soprattutto, le opere scure, invernali, cupe, che si adattano alla sensibilità tormentata di Filippini e a una pennellata che resta di matrice scapigliata.
Filippini si dedica del resto inizialmente a soggetti storici e ritratti, influenzato anche da tardi echi della pittura scapigliata, riscontrabili nell'adozione di una stesura pittorica abbreviata. Dagli anni ottanta la sua produzione si rivolge in modo preponderante alla pittura di paesaggio, con la sua prima mostra alla Società Permanente di Milano nel 1886. La pratica en plein air, obbligava Filippini a una rapidità d'esecuzione particolarmente spiccata: ciò, tuttavia, era perfettamente compatibile con il suo credo pittorico, finalizzato a cogliere le impressioni fuggevolissime e irripetibili. Nelle sue opere emerge l'assoluta sincerità nei confronti del vero naturale, accompagnato da un consapevole rigore compositivo, in un robusto linguaggio affidato ad una pennellata larga, aspra ed essenziale.
La caratteristica della luce inseguita da Filippini è che è naturale. Filippini infatti, dipingendo en plein air, all'aria aperta, si immerge nella natura.  Realizzò opere en plein air che, nella trascrizione pittorica dei paesaggi italiani, cercavano di rispettare gli stessi meccanismi che regolano la visione umana. Sperimentando la nuova tecnica pittorica che in quegli anni andavano coltivando anche i suoi amici parigini Monet e Renoir, tutta basata sulle variazioni degli effetti di luce.

## Firma
Il Pittore firma le opere in basso a destra F. Filippini, in corsivo, usualmente in colore rosso e in rilievo.

## Mostre
- Esposizione Nazionale di Milano, 1881[15]
- Esposizione di belle arti di Roma, 1883[16]
- Esposizione generale italiana di Torino, 1884
- Accademia di belle arti di Brera, 1885 ("Mattino di novembre a Ligurno").
- Società per le Belle Arti ed Esposizione Permanente, Esposizione Annuale, Milano, 1886
- Società per le Belle Arti ed Esposizione Permanente, Esposizione Annuale, Milano, 1889
- Esposizione triennale italiana di belle arti del 1891, I Triennale di Brera, Milano
- Esposizione triennale italiana di belle arti del 1894, Triennale di Brera, Milano

- Esposizione d'arte moderna, Brescia, 1898
- L'arte in Famiglia, Brescia, 1925
- Palazzo della Loggia, Brescia, 1956
- Francesco Filippini, a cura de "La Famiglia Artistica Milanese", 1996
- Galleria Lo Spazio, Brescia, a cura di L. Anelli, 1998
- Museo di Santa Giulia, Brescia, 1999-2000
- Francesco Filippini e la pittura bresciana dell'Ottocento, mostra a cura di Roberto Ferrari, Galleria AAB, Brescia, 2000.[17]
- Francesco Filippini, a cura di Maurizio Bernardelli Curuz, 2003
- Terre d'acqua, "Lo spettacolo della natura fra fiumi e laghi nella pittura lombarda dell'800 e '90", a cura di Maurizio Bernardelli Curuz, Leno, 2007-2008
- La pittura del vero tra Lombardia e Canton Ticino
- Pinacoteca Cantonale Zust, Svizzera, 2008
- The art side of the Moon, in occasione dei 40 anni dallo sbarco sulla Luna, 2009
- Marylin, 2010
- Galleria Colossi Arte Contemporanea, 2010
- Sospensioni, 2010
- GAM - Galleria d'arte moderna (Milano), "Sei stanze una storia ottocentesca", 2016

## Opere
Filippini nel 1878 dedicó all'amico Giovanni Segantini il dipinto Impressione sulla laguna (Brescia, collezione privata, 1878). Questo quadro si avvicina alle modalità stilistiche dell'esperienza impressionista francese, filtrata attraverso un mai negato interesse per il dato naturalistico. Risale al 1891 uno dei suoi capolavori, Sosta o Vespero (Brescia, Civici musei d'arte e storia), emblematico per liste sottili di colori smorzati, il cielo reso con marezzature grigie, il profondo senso della malinconia riscattato, forse, solamente dai sentimenti arcaici semplici, modesti, della quotidiana vita agreste.
. Le opere più preziose sono considerate proprio quelle dedicate ai paesaggi agresti, al lavoro delle contadine e alle loro stanchezze dal duro lavoro, ai greggi di pecore. 
- La Grande Marina
- Ai piedi del ghiacciaio, cm 95,5x55,5, Milano, Collezione privata[18]
- La sosta della contadina, cm 39x62, Milano, Collezione privata (1889)
- Laguna Veneta, Milano (1882)
- Il riposo della pastorella, cm 49x59, Milano, Collezione privata (1889)
- Il riposo - Contadine in riposo - Siesta, cm 88x140, Brescia, Collezione privata (1887-1889)
- Ritorno al pascolo - Pecore tosate - Tramonto, cm 80x130, Piacenza, Museo d'arte moderna Ricci Oddi (1885)
- Vespero (Gregge, Sosta), Brescia, cm 104x177, Musei Civici di Arte e Storia di Brescia (1891)
- Vespero in Val Trompia, Brescia, Musei Civici di Arte e Storia di Brescia (1882)
- Una giornata d'estate, 1879
- Il maglio, Milano, premio Canonica, Pinacoteca di Brera (1889)
- Paesaggio, cm 115x80, Milano, collezione privata (1889)
- Le spannocchiatrici, cm 120x85, Milano, Galleria d'Arte Moderna di Milano (1887-1889)
- Contadine in riposo, cm 44x74, Brescia, collezione privata (1887)
- La strigliatura della canapa, Milano, Pinacoteca di Brera (1890), premio Mylius
- Prime Nevi - Paesaggio
- Campagna mesta
- L'aratura e Vette appenniniche (1894)
- Mattino di novembre a Ligurno, Milano, Accademia di belle arti di Brera, (1885)
- La grande Marina, Milano, Galleria d'Arte Moderna (1890)
- Impressioni sulla laguna, Brescia, Collezione privata (1878)
- Autunno sulle Alpi - Autunno, cm 85x140, Milano, collezione privata (1889)
- Giulia Ferretti Ferri, Brescia, Musei Civici di Arte e Storia di Brescia (1883)
- Cortile rustico, Novara, Galleria d'arte moderna (1883)
- Sera d'autunno, Novara, Galleria d'arte moderna (1883)
- La lettrice (Madame Bovary), Collezione privata (1881)
- Studio di nudo
- Impressione sulla laguna
- Fulvia che svela a Cicerone la congiura di Catilina
- Nevicata
- Autunno in Valtravaglia
- Vae tyrannis (La morte di Caligola), 1879
- Il Beato Angelico dipinge le sue Madonne, 1880
- La grande spiaggia con scugnizzi al mare di Napoli